# Evensås
Evensås är en bebyggelse öster om Fiskebäckskil på norra Skaftölandet i  Skaftö socken i Lysekils kommun. Från 2015 avgränsar SCB här en småort. Fram till 2015 räknades området i västra delen av småorten, Östersidan som en del av tätorten Fiskebäckskil.